# Microbryum rectum
Microbryum rectum là một loài Rêu trong họ Pottiaceae. Loài này được (With.) R.H. Zander mô tả khoa học đầu tiên năm 1993.